# Tritonaclia inauramacula
Tritonaclia inauramacula är en fjärilsart som beskrevs av Griveaud 1964. Tritonaclia inauramacula ingår i släktet Tritonaclia och familjen björnspinnare. Inga underarter finns listade i Catalogue of Life.